# Kevin Thorn
Kevin Matthew Fertig, meglio conosciuto con il ring name Kevin Thorn (Memphis, 12 gennaio 1977), è un wrestler statunitense noto per i suoi trascorsi nella World Wrestling Entertainment tra il 2004 e il 2005 e, di nuovo, tra il 2006 e il 2008.

## Carriera

### Gli esordi (2000–2002)
Per perseguire la sua carriera nel wrestling, Fertig si allenò con Sid Vicious nella Gold's Gym di Memphis. Dopo aver iniziato la sua carriera nel 2000, Fertig cominciò a lottare nella Memphis Championship Wrestling (MCW) e altre federazioni indipendenti con il nome di Seven, personaggio ispirato ai sette vizi capitali. Il 7 luglio 2001, vinse il MCW Souther Heavyweight Championship sconfiggendo Steve Bradley. Inoltre vinse il MCW Southern Tag Team Championship con Trash, e l'MCW Hardcore Championship.

### Ohio Valley Wrestling (2002–2004)
Nell'aprile 2002, Fertig firmò un contratto con la World Wrestling Entertainment (WWE) e fu assegnato alla federazione di sviluppo della WWE, l'Ohio Valley Wrestling (OVW), dove continuò a usare il nome di Seven. Dopo aver lottato sporadicamente nell'OVW tra il 2002 e il 2003 contro wrestler come Chris Cage e Johnny Jeter, si unì alla stable dei Disciples of Synn. Il 5 marzo 2003 insieme al suo compagno di coppia Travis Bane, conquistò l'OVW Southern Tag Team Championship sconfiggendo Lance Cade e René Duprée. Dopo aver mantenuto il titolo di coppia poco più di un mese, il 10 aprile resero vacante il titolo a causa dell'infortunio di Bane. Verso la fine del 2003 e l'inizio del 2004, Seven e Bane lottarono dei dark match a Raw con i loro nomi reali.

### World Wrestling Entertainment (2004–2005)
Nell'aprile 2004, Fertig fu promosso nel roster di SmackDown! e vennero mandate in onda delle vignette che annunciavano il debutto di Mordecai, un religioso zelota, parzialmente basato sul personaggio di Seven. Durante i suoi promo, Mordecai affermò di intraprendere una crociata per liberare il mondo dal peccato. Mordecai fece il suo debuttò il 16 maggio a Judgment Day sconfiggendo Scotty 2 Hotty. Nelle successive apparizioni, Mordecai incolpò il pubblico per i loro peccati costringendoli a pregare.
Nel mese di luglio, il personaggio fu accantonato e Fertig venne mandato OVW. Il ritorno di Fertig in OVW fu a causa di un suo coinvolgimento in una rissa al bar, portando la WWE a rimuoverlo dai programmi televisivi. Tornò in OVW acquisendo il nome di Vengeance, lottando sporadicamente contro wrestler come Elijah Burke, Mark Henry, Johnny Jeter e Matt Cappotelli. Nel luglio 2005, fu rilasciato dalla WWE.

### Memphis Wrestling (2005–2006)
Dopo essere stato rilasciato dalla WWE, Fertig usò di nuovo il nome di Mordecai nelle federazioni indipendenti. Lottò nella Memphis Wrestling, dove vinse il Southern Championship nel marzo del 2005. Il 16 aprile, difese con successo il titolo contro Garrison Cade.

### Ritorno in WWE (2006–2008)
Nel giugno 2006, Fertig tornò in WWE nel roster della ECW con la gimmick del vampiro. Nelle sue prime apparizioni a ECW on Sci Fi, apparve in delle vignette senza che il suo nome fosse rivelato e venne soprannominato il "vampiro della ECW". Nell'idea originale, Fertig avrebbe dovuto formare una stable di vampiri con Gangrel e Ariel; tuttavia, l'idea venne scartata a causa del licenziamento di Gangrel. Le vignette furono estese includendo Ariel nel ruolo di lettrice di tarocchi.
Il suo debutto avvenne nella puntata di ECW on Sci Fi del 25 luglio, sconfiggendo Little Guido Maritato, con Ariel nel ruolo di valletta. La settimana successiva in un'altra vignetta, Ariel rivelò che il suo era Kevin Thorn. Ariel iniziò sempre più spesso ad apparire e interferire negli incontri di Thorn, che iniziò una rivalità con Balls Mahoney. Per bilanciare la presenza di Ariel, Mahoney iniziò a essere accompagnato da Francine. Le coppie continuarono la rivalità per due settimane, fino al rilascio di Francine. Mentre Ariel iniziò una rivalità con Kelly Kelly, Thorn venne coinvolto in essa e al pay-per-view December to Dismember, Thorn e Ariel sconfissero Kelly Kelly e il suo fidanzato Mike Knox in un mixed tag team match, dopo che Knox aveva abbandonato Kelly.
Nella puntata di ECW on Sci Fi del 6 febbraio 2007, Thorn e Ariel si allearono con Elijah Burke, Matt Striker e Marcus Cor Von formando il New Breed, in cui Thorn era l'enforcer descrivendosi come "il muscolo" del gruppo. Il New Breed iniziò una rivalità con gli ECW Originals (Rob Van Dam, Tommy Dreamer, Sabu e The Sandman). Per diverse settimane, i membri del New Breed affrontarono separatamente gli ECW Originals, portando a un match per WrestleMania 23. A WrestleMania 23, il New Breed fu sconfitto dagli ECW Originals in un 8-man tag team match, per poi vincere in una rivincita nella puntata successiva di ECW on Sci Fi. Nel mese di aprile, CM Punk si alleò con il New Breed. Due settimane più tardi, Punk tradì il New Breed e attaccò Burke dopo un match. La settimana seguente, Burke annunciò un match tra Punk e Thorn, vinto dal primo. Dopo il match, Thorn abbandonò il New Breed, poiché nessuno dei membri interferì durante l'incontro per aiutarlo.
Il 18 maggio, Ariel venne rilasciata dalla WWE. La settimana successiva, Thorn apparve da solo, mentre i commentatori sostenevano che Thorn era "solitario". Dopo il rilascio di Ariel, Thorn ricevette un push sconfiggendo wrestler come Tommy Dreamer e Stevie Richards. La sua striscia di vittorie si concluse nella puntata di ECW on Sci Fi del 3 luglio, quando fu sconfitto da CM Punk. Thorn iniziò poi una rivalità con Stevie Richards, dopo essere stato sconfitto da Richards in due occasioni. In seguito a ciò, Thorn attaccò Richards nel backstage. La settimana successiva, sconfisse Richards ma l'arbitro rovesciò la decisione assegnando la vittoria a quest'ultimo a causa degli attacchi di Thorn ai danni di Richards dopo il match. Nonostante ciò, Thorn sconfisse Richards la settimana successiva, per poi combattere in coppia Elijah Burke sconfiggendo Richards e Tommy Dreamer in un tag team match. Nella puntata di ECW del 18 settembre, Thorn insieme a Burke, Dreamer e Richards, presero parte al Elimination Chase che avrebbe decretato il primo sfidante all'ECW Championship di CM Punk per No Mercy. Nel primo match, un fatal four-way, Thorn vinse l'incontro eliminando Richards, poi essersi eliminato da solo la settimana successiva a causa di uno schienamento durante un triple threat match.
Nella puntata di ECW on Sci Fi del 20 novembre, Thorn debuttò con un nuovo look dai capelli corti e diverso ring attire, sconfiggendo Nunzio. Poco tempo dopo, Thorn fu rimosso dai programmi televisivi e venne mandato nell'Ohio Valley Wrestling.

### Florida Championship Wrestling (2008–2009)
Nel 2008, Fertig tornò nell'Ohio Valley Wrestling (OVW) con il suo vero nome affrontando diversi wrestler come Pat Buck, J.D. Michaels e Kofi Kingston. Verso la metà dell'anno, Fertig si spostò nel nuovo territorio di sviluppo, la Florida Championship Wrestling (FCW), tornando a usare il nome di Kevin Thorn. Il 3 maggio nel suo primo match in FCW, sconfisse Afa Jr. in uno Street Fight match. Il 6 maggio, in coppia con Atlas DaBone sconfisse Afa Jr. e Tyrone Jones. Il 3 giugno, subì la sua prima sconfitta contro Shawn Spears.
A metà anno, Fertig avrebbe dovuto far parte di una stable per iniziare una rivalità con The Undertaker, tuttavia, si sottopose a un intervento chirurgico nel mese di settembre e i piani vennero accantonati. Il 4 dicembre lottò il suo ultimo match in FCW, dove in coppia con Sheamus e Gavin Spears perse un six-man elimination match contro Joe Hennig, Johnny Prime e Eric Escobar. Nel gennaio del 2009, la WWE gli offrì un nuovo contratto, che decise di non rinnovare. Di conseguenza, il 9 gennaio la federazione annunciò il suo rilascio, tuttavia, il contratto non gli permise di firmare con altre federazioni indipendenti fino al 5 aprile.

### Florida Championship Wrestling (2009–presente)
Dopo essere stato rilasciato dalla WWE, Fertig lottò in europa con l'identità di Kevin Thorn e Seven in diverse federazioni indipendenti come la One Pro Wrestling e Dynamic Pro Wrestling. Il 1 settembre 2009 durante le registrazioni di Impact!, Fertig combatté un dark match con il ring name di Serpent perdendo contro Kip James.

## Personaggio

### Mosse finali
- Crucifix powerbomb
- Rope hung stunner

### Manager
- Ariel
- Jason Saint
- Synn

### Soprannomi
- "Pale Rider"
- "Right Hand of the Father"
- "Vampire Dude"

### Musiche d'ingresso
- Pale Rider di Jim Johnston
- Mi Destrojero di Jim Johnston

## Titoli e riconoscimenti
- Frontier Elite Wrestling
  - FEW Heavyweight Championship (5)
  - FEW Deadman's Heavyweight Championship (3)
- Memphis Championship Wrestling
  - MCW Hardcore Championship (1)
  - MCW Southern Heavyweight Championship (1)
  - MCW Southern Tag Team Championship (1) – con Trash
- Memphis Wrestling
  - Memphis Wrestling Southern Heavyweight Championship (2)
- Ohio Valley Wrestling
  - OVW Southern Tag Team Championship (1) – con Travis Bane
- Vanguard Championship Wrestling
  - VCW Tag Team Championship (1) – con Gangrel
- Wrestling Observer Newsletter
  - Worst Gimmick (2004) – Mordecai